# Metoda zniekształcania fazy
Metoda zniekształcania fazy (ang. phase distortion synthesis) - typ syntezy dźwięku wprowadzony przez firmę Casio w 1984 r.
Synteza PD nie zdobyła większej popularności i wykorzystywana była jedynie przez serie modeli "CZ" firmy Casio. Dziś obecna jest ona w niektórych wirtualnych instrumentach.

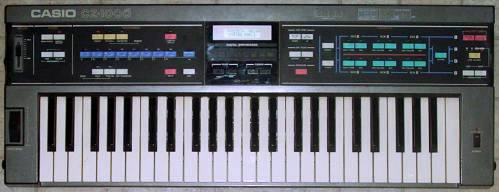
Casio CZ-1000

## Sposób realizacji
Metoda zniekształcania fazy zbliżona jest do syntezy FM. Polega ona na dynamicznej modyfikacji fali sinusoidalnej, dostarczanej przez generator tablicowy. Modulacja fazy realizowana jest dzięki odczytywaniu próbek fali ze zmienną szybkością. Czynność ta nie zmienia okresu oryginalnego sygnału, jednak sprawia, że powstają nowe harmoniczne. Częstotliwość dźwięku jest równa tej, pochodzącej z generatora. 

## Elementy syntezatora PD
- Oscylator DCO
- Wzmacniacz DCA
- Blok zniekształcania fazy DCW
- Generatory obwiedni

## Zalety i wady

### Zalety
- Małe zapotrzebowanie na moc obliczeniową
- Łatwość w programowaniu instrumentu (w porównaniu do syntezatora FM)
- Charakterystyczne brzmienie

### Wady
- Mniejsze możliwości brzmieniowe, aniżeli w pozostałych metodach syntezy
- Małe możliwości kontroli widma sygnału